# Friedberg (Baviera)
Friedberg è una città tedesca di 30 670 abitanti, sita nel Land della Baviera. 

## Amministrazione

### Gemellaggi
Friedberg è gemellata con Fiè allo Sciliar.